# Dur Basz
Dur Basz – wieś w Iranie, w ostanie Azerbejdżan Zachodni, w szahrestanie Takab. W 2006 roku liczyła 1067 mieszkańców.